# 十三社神社

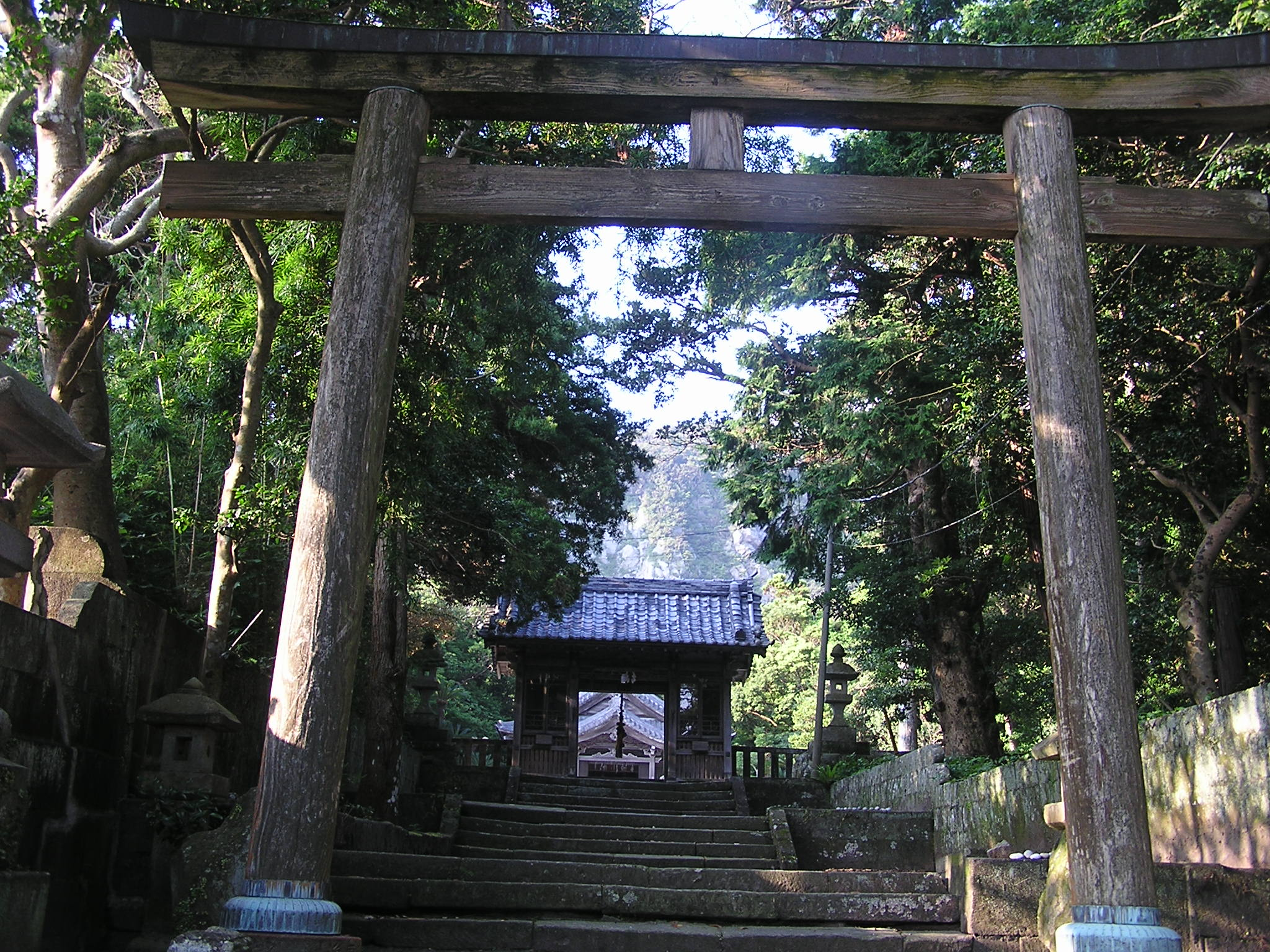
入口から二つ目の鳥居

十三社神社（じゅうさんしゃじんじゃ）は、東京都新島村本村（新島）に鎮座する神社。新島の総鎮守で、「明神さま」とも呼ばれる。東京都神社庁の管轄。また、伊豆諸島最大規模の神社である。神社の背後には宮塚山の絶壁が見える。

## 祭神
事代主命（主神、通称恵比寿神）と以下の同族12神を祀る（合祀）。
- 大三王子明神
- 弟三王子明神
- 御蔵沢明神
- 泊御途口大后明神
- 野伏若御子明神
- 早嶋太前御前明神
- 若郷宮造明神
- 淡井姫后明神
- 冨蔵根后明神
- 鵜渡根后明神
- 鉈折御子明神
- 瀬戸明神

また、この他に天照皇大神、八幡大神、春日大神、東照宮を配祀。

## 由緒・沿革
当社にまつわる縁起
伊豆諸島を開拓した祖神・事代主命（三島大明神）の御子である大三王子明神（大三皇子明神とも表記、伊豆国造祖・多祁美加々命）が、父の命の志を引き継ぎ、島々の平定のため同族の12神と共に新島を本拠にしたと伝えられる。ただし、「伊豆宿禰系図」では多祁美加々命を加理波夜須多祁比波預命の子とする。
当社の歴史
592年頃の創建とされる（ただし、正確な創祀時期は不詳）。事代主命など新島と関係のある13の神を祀る総社として創られ、「十三社大明神」と称する。
康永2年（1343年）の『伊豆国神階帳』における「第三王子並十八所御子達」の記述は、当神社と伊豆諸島の御子神達を指しているものとされる。
当初は新島村の中心部に位置したが、慶安2年（1649年）に起きた村の災火の影響で現在の場所に転社（遷座）している。享保3年（1718年）には、神祇官から神階「正一位」（極位）の宣旨をされる。また、明治6年（1873年）には近代社格制度において「郷社」に列している。現在の社殿は本殿が昭和8年（1933年）、拝殿が昭和15年（1940年）に新築されたものである。

## 境内社・末社
境内社には以下の社などがある。
- 祖霊社
- 久須志神社
- 須賀神社
- 夜種神社

また『全国神社名鑑』によれば、当社における末社（境外社含む）の総数は20社を数える。

## 祭事
例祭は毎年12月8日に行われる（師走祭り）。また、神事の「獅子木遣」（不定期）、「神楽」は東京都の無形文化財に指定されている。

## 社宝
社宝として、東京都の有形文化財にも指定されている「銅鏡」や「絵」などを当社が所蔵している（「東京都指定文化財一覧#工芸品・考古資料」も参照）。

## その他
大三王子明神を祀る社
新島の大三山（新島港（前浜港）の近く）の中腹には、大三王子明神（多祁美加々命）と弟三王子明神を祀る延喜式内社（論社）の大三王子神社（伊豆国賀茂郡鎮座・多祁美加々命神社）がある。
『三宅記』によれば、大三王子明神と弟三王子明神は三島大明神とその后「みちのくちの大后」の子（王子）とされる。三島大明神は5人の后を各島に置いたといい、そのうち新島（あたら嶋）の后が「みちのくちの大后」であった。なお、「みちのくちの大后」（泊御途口大后明神）については新島とかつて陸続きであったという説がある式根島の泊神社で祀られている。
周辺の遺跡
当社東側の峰路山には、縄文時代と弥生時代の土器片が発掘されている田原遺跡がある。

## アクセス
当社の場所については、「新島の歩き方 (NIIJIMA)」または「東海汽船の新島案内ページ」にある島内マップも参照のこと。また、ふれあいバス（1日三便の無料巡回バス）のルート・時刻表等の詳細については、「新島村：島内の交通機関」および「新島の歩き方：体験観光マップ」を参照のこと。
- 東海汽船（神新汽船）「新島港」（黒根港あるいは前浜港とも呼称[13]）より
  - 車：5〜10分程
  - 徒歩：20〜30分程
  - ふれあいバス：新島港最寄の「B堤駐車場」（B堤バス乗り場）より乗車、「住民センター前」下車、徒歩数分

※新島空港から行く場合も車・徒歩ともに若干早いか大体同じ位の所要時間（距離）である。

## 周辺の観光
詳細は「新島#観光」、あるいは「新島の歩き方 (NIIJIMA)」や「新島観光協会」のサイトも参照のこと。
- 新島村博物館
- 流人墓地
- 原町の井戸 - 新島最古の井戸で、「まいまいず井戸」と呼ばれるものである。